# Slaget om Xuzhou
Slaget om Xuzhou blev udkæmpet mellem japanske og kinesiske styrker i maj 1938 under den 2. kinesisk-japanske krig.
I 1937 havde den japanske hær i Nordkina jaget Song Zheyuans 29. armé sydpå langs Jinpu jernbanen (se Tianjin–Pukou jernbaneoperationen) efter hans nederlag i Slaget ved Lugou Bridge. Efter at Japan havde vundet Slaget om Nanking rykkede den japanske hær i Nordkina sydpå for at etablere en japansk forbindelse mellem Beijing og Nanjing uden hensyntagen til den ikke-ekspansionistiske politik, som blev ført af den kejserlige hærs overkommando i Tokyo. De fleste mekaniserede styrker og fly i det østlige Kina var blevet ødelagt i Slaget om Shanghai i 1937. Selv om nyt udstyr var anskaffet, var det endnu ikke leveret.
Han Fuqu, formanden for Shandong provinsen, afviste ordrer fra Chiang Kai-shek og blev ved med at trække sig tilbage for at fastholde sin styrke. Efter at Qingdao var blevet besat i januar 1938 blev hans politik fordømt, og han blev henrettet den 24. januar. I marts 1938 besatte japanske styrker det nordlige Shandong, herunder hovedstaden Jinan. Forsvarslinjen langs den Gule flod blev revet op.
Under presset fra de japanske styrker samledes 64 kinesiske divisioner omkring Xuzhou i Jiangsu, som var hovedkvarter for 5. kinesiske militærregion. Uden at omringe den rykkede Itagaki Seishiro først sydpå for at angribe Tai'erzhuang, hvor han blev besejret af Li Zongren i et regionalt asymmetrisk slag.
Efter dette nederlag ville japanerne gennemføre en omringning af Xuzhou og indsatte hæren i Nordkina i nord og Den centralkinesiske ekspeditionshær i syd. Hæren i Nordkina havde fire divisioner og 2 infanteribrigader, som var hentet fra Kwangtung arméen. Den centralkinesiske ekspeditionshær havde tre divisioner og 1. og 2. kampvognsbataljon med motoriserede støttenheder som blev formeret til Iwanaka- og Imada-styrkerne, der fik ordre til at rykke vest Xuzhou for at afskære og forhindre kinesiske styrker fra at trække sig tilbage vestpå. 5. kampvognsbataljon blev brugt til søtte, og 3. infanteridivision trængte frem mod nord langs jernbanen til Xuzhou. Yderligere tropper blev indsat i Slaget om nordlige og østlige Henan af hæren i Nordkina for at stoppe kinesiske forstærkninger vest fra. Et kinesisk modangreb her resulterede i Slaget om Lanfeng.
Med Den centralkinesiske ekspeditionshærs fremrykning sydfra var den overordnede situation alvorlig, og Chiang Kai-shek gav ordre til at hærene skulle trækkes tilbage. Ødelæggelsen af digerne, som holdt Den Gule Flod tilbage, gav ham mere tid til forberedelse af forsvaret af Wuhan, men den resulterende oversvømmelse ødelagde også en stor del af området omkring flodens nye løb.
Japan vandt de intense slag om Xuzhou, men de japanske styrker var for små til at fastholde det store antal omringede kinesiske styrker. De fleste kinesiske soldater undslap omringningen gennem huller i de japanske linjer i vest eller spredtes i området guerillakrig|guerillaer, så de kinesiske styrker blev ikke udslettet.